# Sigmund Widmer

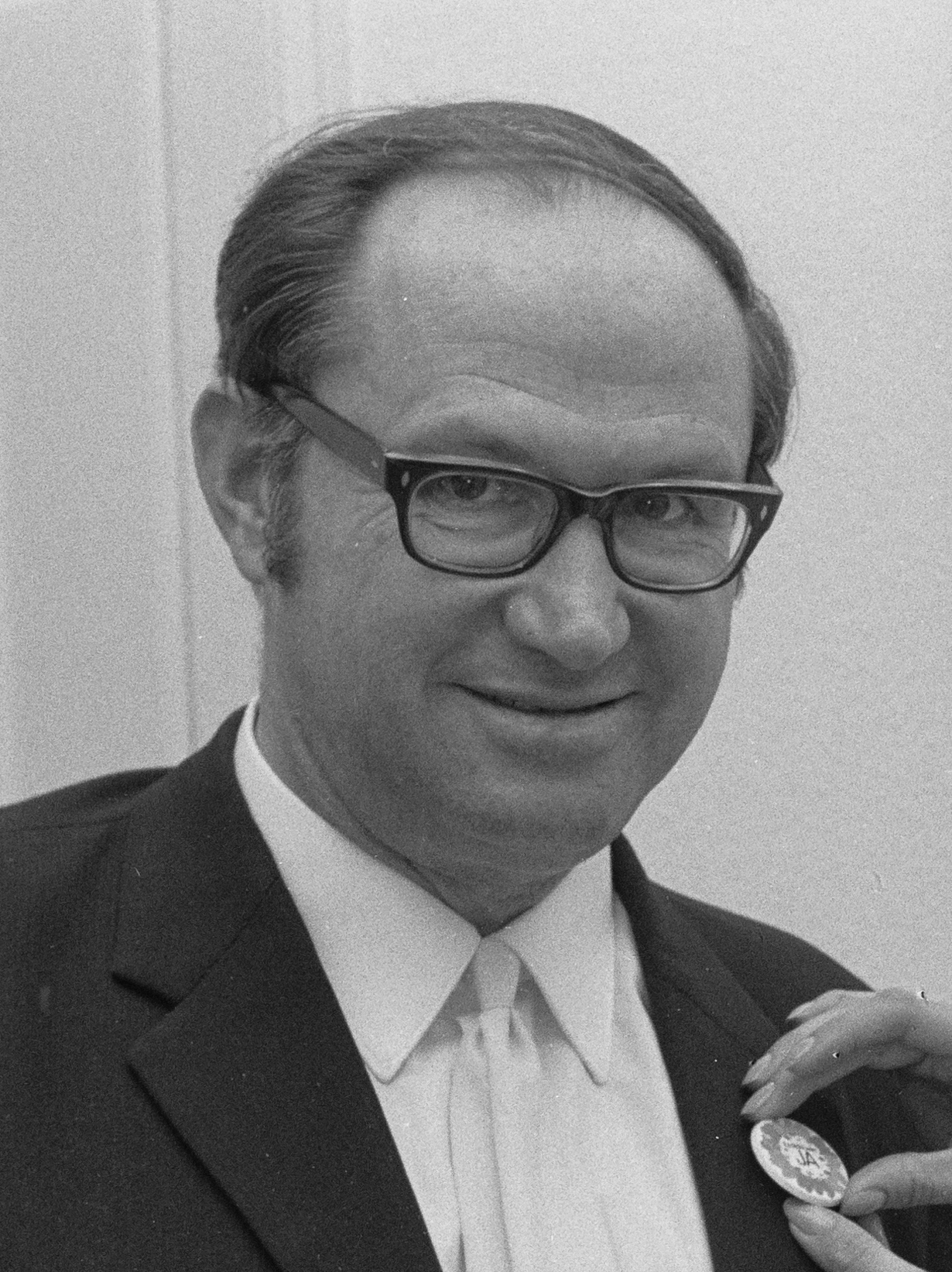
Sigmund «Sigi» Widmer

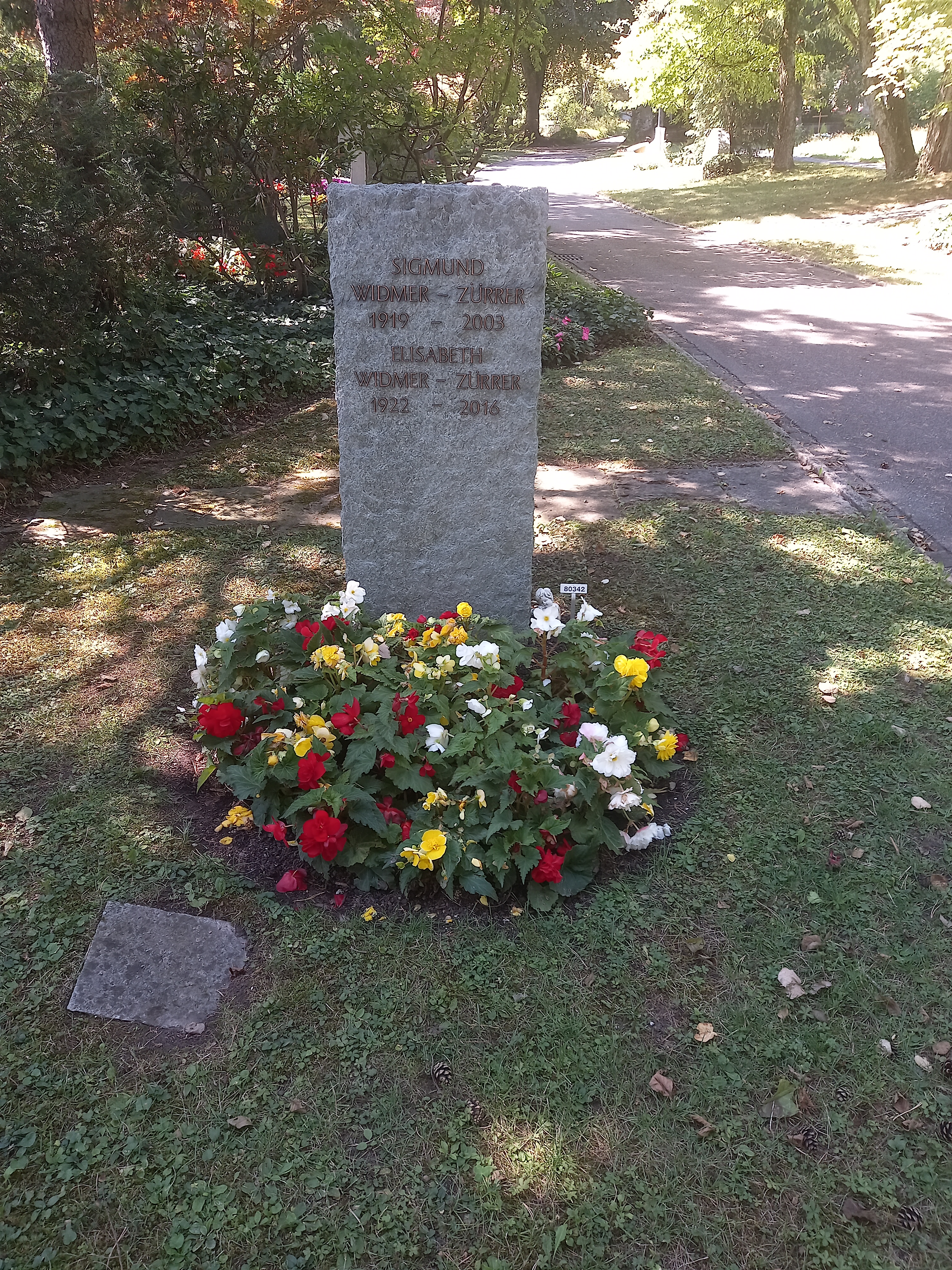
Das Grab von Sigmund Widmer und seiner Ehefrau Elisabeth Zürrer auf dem Friedhof Fluntern in Zürich

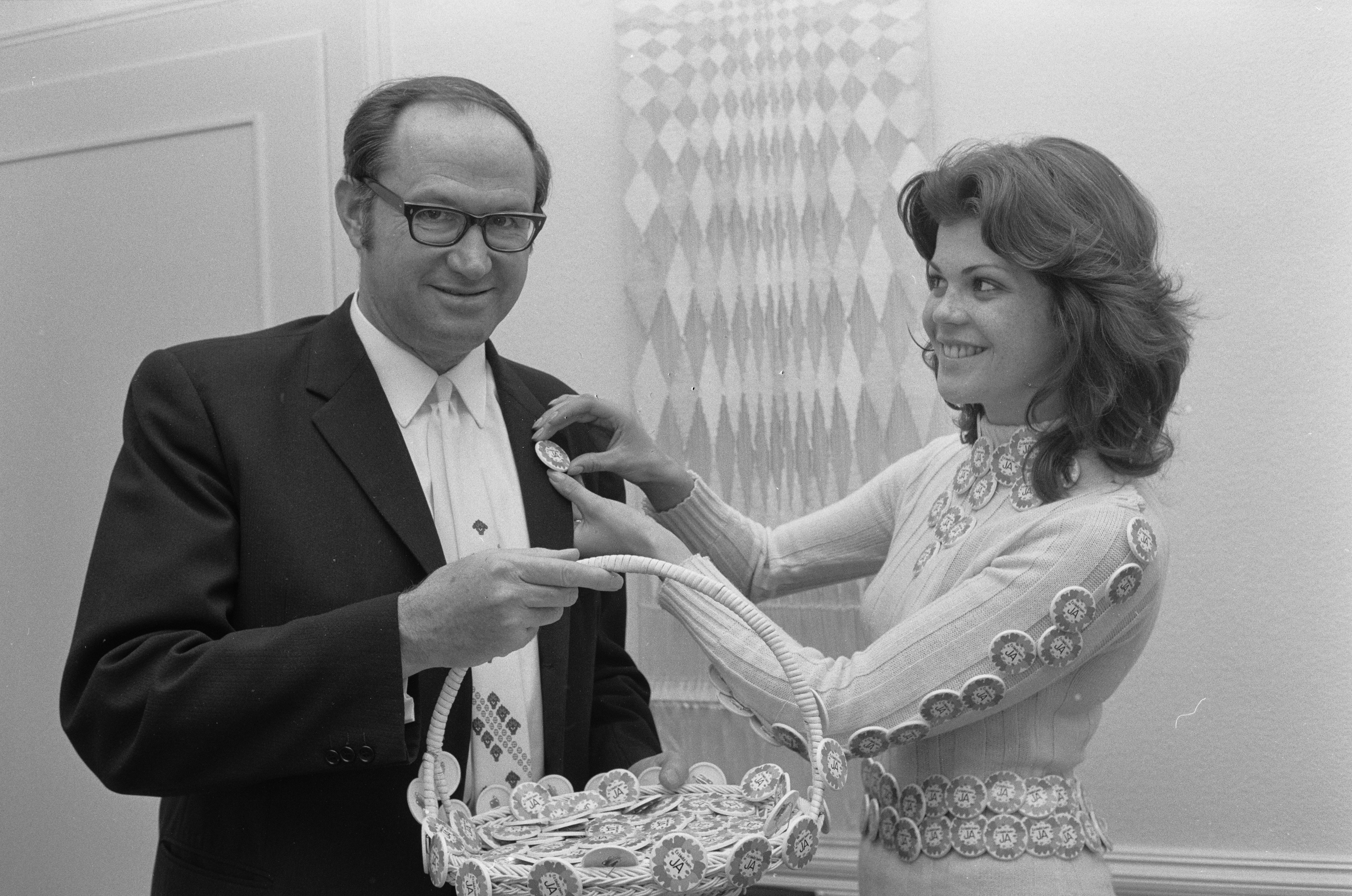
Frauenstimmrechtskampagne mit «Sigi» Widmer 1970.

Sigmund Widmer (* 30. Juli 1919 in Zürich; † 11. August 2003 in Visp) war ein Schweizer Politiker (Landesring der Unabhängigen), Historiker und Schriftsteller. Er war von 1966 bis 1982 Stadtpräsident von Zürich.

## Leben
Sigmund Widmer war erst Primarlehrer, studierte anschliessend Geschichte und Germanistik in Zürich, Genf und in Providence (USA) bis zur Erlangung der Doktorwürde. Ab 1949 wirkte er in Zürich als Mittelschullehrer. Als Milizoffizier der Schweizer Armee stieg er auf bis in den Rang eines Obersten der Infanterie (Kommandant Inf Rgt 27). 1950 begann Widmers Politikerlaufbahn, als er für einen Vertreter des Landesrings der Unabhängigen, Erwin Jaeckle, in den Gemeinderat der Stadt Zürich nachrücken konnte. Später wurde Sigmund Widmer zu einem der bekanntesten Landesring-Politiker neben dem Parteigründer Gottlieb Duttweiler.
1954 wurde Widmer in den Zürcher Stadtrat gewählt, wo er dem Hochbaudepartement vorstand. Nach dem Rücktritt des FDP-Stadtpräsidenten Emil Landolt 1966 beteiligte sich Widmer an einer Kampfwahl um das Präsidium zwischen der FDP und der SP. Im zweiten Wahlgang liess er die Kandidaten der grossen Parteien, Adolf Maurer (SP) und Ernst Bieri (FDP), hinter sich zurück. In Widmers Zeit als Stadtpräsident und Vorsteher des Hochbaudepartements fiel der Bauboom der Nachkriegszeit. Da für die stetig wachsende Bevölkerung der Stadt kein Platz mehr vorhanden war, liess Widmer städtische Baugenossenschaften mit Hilfe der Stadt Land in den umliegenden Gemeinden kaufen, um so die Platznot zu bekämpfen. Er initiierte auch die Erschliessung von neuen Naherholungsgebieten, wie dem Skigebiet Hoch-Ybrig.
Einige Projekte von Sigmund Widmer für die Stadt Zürich erlitten jedoch auch spektakulär Schiffbruch wie der Plan zur Durchführung der Olympischen Winterspiele 1976 oder das Projekt für den Bau der U-Bahn Zürich, die 1969 bzw. 1973 in Volksabstimmungen scheiterten. Seit dem Beginn der Studentenunruhen 1968 wurde die Position Widmers zwischen den Polen SP und FDP immer schwieriger, auch weil die Wählerbasis des Landesrings immer kleiner wurde. Nach einer erneuten Gewalteskalation nach den Opernhauskrawallen 1980, die er nur schwer unter Kontrolle bekam, trat Widmer 1982 zurück, um der «bürgerlichen Wende» unter Thomas Wagner Platz zu machen.
Neben seiner Tätigkeit in Zürich war Sigmund Widmer 1963 bis 1966 und 1974 bis 1991 Mitglied des Nationalrats (LdU). Er präsidierte die Stiftung Pro Helvetia und wurde vom Bundesrat zum Vermittler im Jurakonflikt berufen. Als Krönung seiner Karriere als Politiker und Historiker durfte Widmer die Festrede zur 700-Jahr-Feier der Eidgenossenschaft vor der vereinigten Bundesversammlung halten.
Als Schriftsteller und Historiker verfasste Widmer zahlreiche Kolumnen für die Züri-Woche, kleinere Aufsätze und Bücher, darunter eine 13 Bände umfassende Kulturgeschichte der Stadt Zürich. Ein sechsbändiges Epos mit dem Titel «Familie Frey» konnte er nicht mehr abschliessen, nur fünf Bände sind erschienen. Er starb am 11. August 2003 nach kurzer schwerer Krankheit im Spital in Visp und wurde auf dem Zürcher Friedhof Fluntern bestattet.

## Werke
- «Das ist die Freiheit!», «Das ist Barbarei!» Sonderbundskrieg und Bundesreform von 1848 im Urteil Frankreichs. Züst, Bern-Bümpliz 1948.
- Emil Landolt: Stadtpräsident von Zürich in Amt und Alltag. Rohr, Zürich 1965.
- Illustrierte Geschichte der Schweiz. Ex Libris, Zürich 1965.
- Zürich. Eine Kulturgeschichte. 13 Bände. Artemis, Zürich 1975–1986, ISBN 3-7608-0682-1.
- Worte zur Zeit: Hundert Kolumnen aus der «Züri-Woche» 1982–1989. Mit einer Vorrede von J. R. von Salis. Ex Libris, Zürich 1989, ISBN 3-7178-0010-8.
- Die Quelle ist immer der Anfang: Kolumnen aus der Züri-Woche. Gotthelf, Zürich 1992, ISBN 3-85706-283-5.
- Von Zürich nach Zürich: Tagebuch einer Weltreise. Linda, Zürich 1993, ISBN 3-906740-01-3.
- Um Mitternacht beim Rilkegrab. Linda, Zürich 1994; 2. Auflage 1995, ISBN 3-906740-04-8.
- Familie Frey: Erzählung. 5 Bände. Linda, Zürich 1997–2001, ISBN 3-906740-06-4, ISBN 3-906740-07-2, ISBN 3-906740-08-0, ISBN 3-906740-10-2, ISBN 3-906740-11-0.
- Die Schweiz – ein eigenwilliges Land (= Schriftenreihe Pro Libertate. Heft 17). 2. Auflage. Schweizerische Vereinigung Pro Libertate, Bern 2003, ISBN 3-9521945-4-9.